# El tesoro de los caracoles
El tesoro de los caracoles es una película chilena dirigida y escrita por Cristián Jiménez. El filme, que fue estrenado en la edición de 2004 del Festival de Cine de Valdivia, cuenta la historia de un joven que comete un crimen y su madre lo encubre. La cinta cuenta con un reparto encabezado por Roberto Farías, Luz Jiménez y Hugo Medina.

## Argumento
Quique (Roberto Farías), un joven que comete un crimen tras encontrar un valioso tesoro y doña Santos (Luz Jiménez), su madre, urde un billante plan para encubrir el delito y doblegar la estupidez de su hijo.

## Elenco
- Roberto Farías - Quique
- Luz Jiménez - doña Santos
- Hugo Medina - don Julio
- Pedro Villagra - Cabo Muñoz, el padrino
- Alejandro Trejo - Sargento
- Andrés Waas Policía
- Pía Rudloff - Madrina